# Референдумы в Швейцарии (1995)
Референдумы в Швейцарии проходили 12 марта и 25 июня 1995 года. В марте прошли 4 референдума по федеральной резолюции о народной инициативе «за экологическое и эффективное сельское хозяйство» (отклонена), по резолюции о молочном животноводстве (отклонена), по поправке к закону о сельском хозяйстве (отвергнута) и по федеральной резолюции о расходах (одобрена).
В июне прошли три референдума по поправке к федеральному закону о страховании по старости и потере кормильца (одобрена), по народной инициативе «за расширение страхования по старости, потере кормильца и инвалидности» (отклонена) и по поправке к федеральному закону о покупке земли через заграничных агентов (отвергнута).

## Результаты
| Месяц                     | Вопрос                                                      | За        | За   | Против    | Против | Пустых/ недействительных бюллетеней | Пустых/ недействительных бюллетеней | Всего     | Зарегистри- рованных избирателей | Явка | Кантоны за | Кантоны за | Кантоны против | Кантоны против |
| Месяц                     | Вопрос                                                      | Голоса    | %    | Голоса    | %      | Пустые                              | Недейств.                           | Всего     | Зарегистри- рованных избирателей | Явка | Полных     | Полу-      | Полных         | Полу-          |
| ------------------------- | ----------------------------------------------------------- | --------- | ---- | --------- | ------ | ----------------------------------- | ----------------------------------- | --------- | -------------------------------- | ---- | ---------- | ---------- | -------------- | -------------- |
| Март                      | Экологическое и эффективное сельское хозяйство              | 836 215   | 49,1 | 866 107   | 50,9   | 32 030                              | 4 543                               | 1 738 895 | 4 583 930                        | 37,9 | 8          | 2          | 12             | 4              |
| Март                      | Резолюция о молочном животноводстве                         | 620 745   | 36,5 | 1 078 607 | 63,5   | 34 956                              | 4 647                               | 1 738 955 | 4 583 930                        | 37,9 |            |            |                |                |
| Март                      | Поправка к закону о сельском хозяйстве                      | 569 950   | 33,6 | 1 126 721 | 66,4   | 37 002                              | 4 680                               | 1 738 353 | 4 583 930                        | 37,9 |            |            |                |                |
| Март                      | Федеральная резолюция о расходах                            | 1 390 831 | 83,4 | 277 225   | 16,6   | 61 545                              | 5 665                               | 1 735 266 | 4 583 930                        | 37,9 | 20         | 6          | 0              | 0              |
| Июнь                      | Поправка к федеральному закону о страховании                | 1 110 053 | 60,7 | 718 349   | 39,3   | 21 621                              | 6 140                               | 1 856 163 | 4 591 795                        | 40,4 |            |            |                |                |
| Июнь                      | Народная инициатива за расширение страхования               | 499 266   | 27,6 | 1 307 302 | 72,4   | 39 614                              | 6 538                               | 1 852 720 | 4 591 795                        | 40,3 | 0          | 0          | 20             | 6              |
| Июнь                      | Поправка к закону о покупке земли через заграничных агентов | 834 673   | 46,4 | 962 702   | 53,6   | 48 577                              | 6 675                               | 1 852 627 | 4 591 795                        | 40,3 |            |            |                |                |
| Источник: Nohlen & Stöver |                                                             |           |      |           |        |                                     |                                     |           |                                  |      |            |            |                |                |